# Balogh Barbara
Balogh Barbara  (Budapest, 1985. október 22. –) válogatott kézilabdázó, beállós.

## Pályafutása
Balogh Barbara Budapesten született, utánpótlás éveit a Bp. Vasasban töltötte, majd itt mutatkozott be az NB I-ben is. 2004-ben a Dunaferrhez igazolt. Innen 2009 februárjában a Ferencvárosba távozott a dunaújvárosi klub anyagi gondjai miatt. A fővárosi zöld-fehérekkel 2011-ben Kupagyőztesek Európa-kupáját nyert, majd a szezon végén az akkor német másodosztályú TuS Metzingenhez szerződött. A 2011-12-es idény végén kiharcolta csapatával az élvonalbeli szereplést. Az időközben megházasodó Balogh a 2014–15-ös szezon kezdetén bejelentette, hogy babát vár, de továbbra is a TuS Metzingen alkalmazásában maradt, mint a fiatalok edzője. 2017 februárjában a másodosztályú TG Nürtingen színeiben tért vissza a kézilabdapályára. Játékospályafutását 2018-ban fejezte be.
A magyar válogatottban 2008-ban mutatkozott be egy Franciaország elleni mérkőzésen Aarhusban. Részt vett a 2008-as Európa-bajnokságon.

## eredményei
- Ifjúsági Eb bronzérem (2003)
- Junior világbajnoki 4. helyezés (2005)
- 2x Főiskolai világbajnoki ezüstérem (2006, 2008)
- 2x Magyar bajnoki bronzérem (2006, 2007)
- 2x Magyar bajnoki ezüstérem (2005, 2008)
- Magyar Kupa ezüstérem (2005)
- Magyar Kupa bronzérem (2007)
- Strandkézilabda Magyar Kupa győzelem (2005)